# Kanal, Kanal
Kanal (tudi Kanal ob Soči; v italijanščini Canale d'Isonzo) je naselje z dobrimi 1100 prebivalci (2020, leta 2000 še okoli 1300) v srednji soški dolini in predstavlja središče občine Kanal.

## Geografija
Naselje Kanal se je razvilo na levem bregu reke Soče in se pozneje razširilo še na desni breg. Za nastanek in razvoj kraja je bila odločilna lega na kraju, ki je najprimernejši za premostitev reke. Leži na nadmorski višini 104 m. Na obeh straneh reke se bregovi terasasto dvigajo na vzhodu v pobočje Banjške planote, na zahodu Kanalskega Kolovrata. Zaradi milega sredozemskega podnebja, ki prekriva Soško dolino, tukaj uspevajo ciprese in drugo zimzeleno rastlinje. Središče naselja in ob enem najstarejši del, leži na terasi in je gosto pozidano z ozkimi ulicami, na višji terasi Na Korpi so zrastle nove hiše, na desnem bregu je železniška postaja, pod njo pa t. i. Bajer, kjer je bila nekoč zajezitev z mlinom in žago. S hribov priteče nekaj hudournikov (Robidnik, Škrtanec, Domišnik), ki pa so poleti brez vode. Obdelovalnih površin je malo.
Pri Kanalu je zaradi erozijske moči Soča izdolbla precej široka korita. Korita Soče v Kanalu so dolga 400 m, na najožjem delu so široka 20, na najširšem pa 60 m, njihova povprečna globina je 10 metrov. To so najširša in najjužnejša korita Soče. 

## Zgodovina
Prvi most čez Sočo so zgradili že Rimljani. Kanal je nastal v 12. in 13. stoletju na območju pod Gradom. Prvič je omenjeno leta 1140. Grajski gospodarji so se menjali: med letoma 1624 do 1794 grofje Rabatta, ki so pokopani v cerkvi Marijino Celje, za njimi so prišli Coronini. Grad nad naseljem je bil porušen leta 1264; poznejši baročni grad so po 1. svetovni vojni obnovili kot bivalno stavbo.
Kanal, starodavno naselje Dolenja vas na levem bregu Soče, se je prvotno imenoval Canalis Runzianae, cerkveno podrejen Ročinju. Večkrat je bil poškodovan: zaradi turških vpadov leta 1469, 1477 in 1488, v bojih Avstrije z Benetkami v letih 1508–1515 in 1615–1619. Leta 1809 so ga zasedli Francozi. Ledinsko ime na Konjevem naj bi spominjalo na obisk Napoleona, ki je tam pokopal svojega konja. V 1. svetovni vojni so Avstrijci most razstrelili, sedanji zidani most pa je bil obnovljen po njej. Sam kraj so porušili Italijani, ko so obstreljevali Grad.
V času avstro-ogrske monarhije je bil Kanal trg in sedež sodnega okraja, imel je tudi davkarijo. Tukaj je delovala tudi carinarnica. V 19. stoletju so se v Kanal priselili italijanski delavci in obrtniki, nastala je tkalnica in predilnica. Tovarna svile je delovala do leta 1908, ko jo je uničil požar.
Leta 1825 je Kanal dobil šolo, leta 1848 je bilo ustanovljeno Bralno društvo, leta 1867 pa Narodna čitalnica.

## Zanimivosti
Osrčje naselja je bilo v srednjem veku vklenjeno v obzidje. Delno so ohranjeni štirje stolpi (bastijoni) nekdanjega obzidja: en (na Kontradi) je preurejen v Galerijo Rika Debenjaka, drugega zasledimo v vogalnem stolpu gostišča Križnič (nekdanjega hotela), tretji je skrit med hišami v središču naselja, četrti pa je porušen.
Stari del mesta stoji na ozki terasi levega brega Soče in ima okrog osrednjega trga Na placu in ob Gasi ozke ulice v sklenjeni zidavi.
Most in trg obvladuje cerkev Marijinega Vnebovzetja z ohranjenim gotskim prezbiterijem (1430). 
Na trgu stoji Neptunov vodnjak iz 1815; oblikovan po goriški tradiciji in je najkvalitetnejši trški vodnjak v Sloveniji. 
Nasproti, pod cedro je postavljen doprsni kip rojaka iz Bodreža, alpinista, vzgojitelja, kulturnega delavca, skladatelja in duhovnika Valentina Staniča (avtor Janez Pirnat); na Kontradi je doprsni kip Rika Debenjaka, na zgornji strani trga, ob občini in banki, pa doprsje skladatelja Marija Kogoja (po njem se imenuje prireditev Kogojevi dnevi, festival sodobne glasbe, ki poteka vsako leto v septembru in oktobru). 
Slikovita lega in prikupen videz sta danes pomembna turistična privlačnost Kanala. Kljub izredni prometni legi je status trga največ, kar je Kanal dosegel. Kljub temu pa je sredi 19. stoletja Kanal postal kulturno žarišče celotne pokrajine, kar daje še danes razpoznaven utrip celemu naselju.

## Prireditve
- Pohod po stopinjah Valentina Staniča (marec/april)
- Tekma svetovnega pokala v skokih z višin (julij)
- Festival Kontrada (julij)
- Tradicionalni Skoki z mosta (avgust)
- Srečanje gledaliških skupin (avgust)
- Kogojevi dnevi - festival sodobne glasbe (september, oktober)
- Summer party - festival elektronske glasbe (avgust)

## Znane osebnosti, rojene v kraju
- Ivan Čargo, slikar
- Riko Debenjak, akademski slikar in grafik
- Ivo Hvalica, politik in gradbenik
- Josip Kocijančič, skladatelj, ustanovitelj čitalnice
- Avgust Armin Leban, skladatelj
- Anton Nanut, dirigent
- Marija Ribičić, rojena Križnič, gospodinja, zavedna Slovenka, mati pisatelja Josipa Ribičiča
- Ciril Stanič, rojen 24.julij 1904. Kanal ob Soči, slovenski gradbenik,urbanist publicist in športnik Umrl 3.10.2003 v Ljubljani.